# Храм Старорусской иконы Божией Матери
Храм Старорусской иконы Божией Матери — недействующий православный храм в Старой Руссе.

## История
В 1888 году в Старую Руссу из Тихвина была возвращена чудотворная Старорусская икона Божией Матери. Для её местонахождения и был возведён храм на Александровской улице, ставший самым богатым в городе по убранству и наличию икон. Строительство велось на средства, собранные горожанами для перенесения иконы в Старую Руссу и обошлись без золочения иконостаса и штукатурки стен в 50 000 рублей. В июне 1889 года храм был заложен, в этом же году были закончены каменные работы. Летом 1891 года храм расписан и оборудован благодаря настоятелю монастыря архимандриту отцу Мардарию и щедрым храмодателям. 31 августа 1892 года собор Старорусской иконы Божией Матери был освящен, спустя несколько дней в освящении придельного алтаря в честь Владимира Крестителя принимал участие отец Иоанн Кронштадтский. С построением этой церкви закончилось формирование храмового ансамбля Спасо-Преображенского монастыря.

## Внешний вид
Новый храм был поставлен в стороне от древних построек обители, вдоль южной стены монастырской ограды и выдержан в стиле поздней эклектики.
Снаружи храм имел вид продолговатого четырёхугольника с восточным полукружием — алтарём. На середине возвышался крупный восьмиоконный барабан с куполом, увенчанный главкою и крестом. Над главным алтарём и над папертью — также небольшие главки с яблоками и крестами. Крыша была покрыта листовым железом, крашенным медянкой. Кресты железные, сквозные, вызолоченные золотом. Купол храма находился на четырёх столбах, соединённых со стенами арками, которые разделяли всю площадь церкви на девять четырёхугольных отделений. Из них три западные и три средние — место для молящихся, а три восточные занимала солея — возвышенная часть. В южной части, отделённой стеной размещался Владимирский предел.
Храм имел четыре входа, главный — с улицы Александровской. Стены снаружи украшены пилястрами, поясками с карнизами, фронтонами в виде кокошникообразных полукружий. В храме было 43 окна с полуциркульным завершением, которые размещались в один или два яруса. Вместе с папертью и алтарём он тянулся на 39 метров (18 саженей и 1 аршин) в длину, в ширину на 26 метров (12 саженей 1 аршин) и в высоту на 23,5 метра (11 сажень).

## Внутреннее убранство
Алтарная часть солеи имела три отделения: в среднем и большом — главный алтарь, в северном — жертвенник, в южном — придельный алтарь в честь святого благоверного князя Владимира. Прямо при входе находился резной иконостас главного алтаря в честь иконы Старорусской Божией Матери с иконами новейшего письма. Среди главного алтаря на каменных плитах утверждён большой престол, украшенный массивной сребропозлащённой одеждой с эмалевыми украшениями по углам. Серебра в ней было 47 кг (117 фунтов).
В главном алтаре перед жертвенником, на стене находилась икона Старорусской Божией Матери древнего письма. Её размеры были: высота — 151 см (2 аршина,2 вершка); ширина — 120,5 см (1 аршин,11 вершков). Икона в раме с золоченой гантелью.
Главное место в иконостасе против жертвенника занимала Чудотворная икона Старорусской Божией Матери с Предвечным Младенцем на левой руке. Высота этой иконы была 267 см (3 аршина и 12 вершков), ширина —— 209,5 см (2 аршина 15 вершков). Риза и венец на ней были из позолоченного серебра. Вес ризы — 61 кг (3 пуда 33 фунта). Икона была убрана украшениями из золота и драгоценных камней. Слева от образа, у северной стены храма, на амвоне, стоял ковчег с частицами святых мощей 50 святых угодников Божиих. Эта святыня была подарена новгородским Софийским собором и привезена ещё в 1805 году из Новгорода архимандритом Моисеем. За ковчегом стоял образ с изображением святых, мощи которых хранились в нём (среди них — Никита епископ Новгородский, Иоанн архиепископ Новгородский, священномученик Антипа Пергамский и другие).
Во втором храмовом приделе, в честь равноапостольного Благоверного князя Владимира над Царскими вратами висела третья икона Старорусской Божией Матери. Перед жертвенником на стене — икона Тихвинской Божией Матери, украшенная жемчугом и драгоценными камнями. Иконостас этого придела трёхъярусный.
По всему храму располагалось много икон в дорогих ризах, пожертвованные горожанами. Среди них — образ Боголюбской Божией Матери в дорогой ризе, Успения Богоматери, Живоносный Источник, Неопалимая Купина и другие.
Над притвором находились хоры. В нижнем этаже среднее отделение составлял притвор, справа — лестница на хоры и слева — ризница.

## Судьба храма
В годы войны храм пострадал незначительно: отсутствовали глава, заполнения проёмов, была повреждена кровля и частично штукатурка. Однако долгое время он был заброшен и сильно обветшал. В 1960-х годах остов разрушенного храма был переделан. Вся верхняя часть до уровня междуэтажного карниза и верха апсид разобрана, изменены проёмы, заштукатурен декор. Стены надстроены, сделано железобетонное перекрытие, поставлены внутренние стены. Помещение отдано под детскую спортивную школу. Послевоенная судьба икон и ценностей неизвестна.